# Anurophorus satchelli
Anurophorus satchelli is een springstaartensoort uit de familie van de Isotomidae. De wetenschappelijke naam van de soort is voor het eerst geldig gepubliceerd in 1956 door Goto.